# Macéan
Macéan es una sección de comuna que forma parte de la comuna haitiana de Aquin.

## Organización territorial
Es la primera sección comunal  Aquin y la misma es una ciudad haitiana, cabecera de la comuna  Macéan en el norte del departamento sur, Les Cayes. Esta localidad tiene su mayor auge con la estación de sequía natural mediante la cual se produce la concentración de sal marina, que  es una de la mayor actividad a nivel local y nacional, ubicada sobre la ruta 208 que une Aquin y Côtes-de-Fer, que desplazó una de las rutas costeras que es considerada el eje económico de turismo por sus características de playas y sus frutos de mar. La playa más famosa de la zona es Asheev Beach que pertenece a la cuarta sección comunal Flamands.

### Los barrios
- Plaine Dassema
- Quartier
- Carrefour 44
- Saint Castor
- Masseillan Es la zona residencial más deseada por la población de toda la comuna por su arquitectura moderna y la protección personal de las viejas casas anteriores, personas de otras ciudades han referido residir en esta localidad por su hospitalidad. Está ubicada entre dos secciones comunales limitadas por la ruta nacional #2, la primera sección Macéan y la segunda  sección Bellevue, cuenta con escuelas, actividades comerciales, centros profesionales, iglesias, terrenos de fútbol, clínicas y un pequeño mercado a cielo abierto. Si bien los residentes suelen confundir el nombre de Macéan con Masseillan. La diferencia es que Macéan es el nombre de la primera sección comunal de Aquin y Masseillan es el bario residencial comercial de las dos secciones comunales.
- Mélinette
- Pascal
- Dabon Es la zona rural de alta actividad de criadera, apicultura, de cultivo y producción de mango, es una tierra muy fértil tal como su nombre lo indica.
- Basse Terre
- Duverger
- Nan Citron
- Nan Clos
- Boucan Mapou
- Baptiste
- Ticoma
- La Rou Pays
- Labardie
- Morne Duverger
- Calvaire Miracle Zona de potencial cultural, es una zona de la Peregrinación en época de Semana Santa, los fieles vienen de distinta parte del país para venir a rezar. La ubicación de la zona está en la desembocadura de un río al mar y al frente e encuentra la isla no tan conocida llamada Isla diamante.
- Morne Michau
- DuVerger
- Tete L´étang Es la zona de la laguna salina que comparte con la cuarta sección comunal, es una zona de poca actividad industrial aparte de la concentración de la sal marina.
- Lucrece
- Morne Dubois
- Maducaque
- Grondel

## Localización
Se encuentra entre la ruta nacional #2 que la limita con la segunda sección comunal y está rodeada de las montañas de la sexta sección comunal, de las de la cuarta sección comunal y limitada por la bahía de Aquin. 

## Accesos
Su principal vía de acceso es la Ruta Nacional 2 (asfaltada), que la comunica al norte con segunda sección Bellevue y Vieux Bourg D'Aquin, limitada al noroeste con la quinta sección comunal Mare à Coiffe y al nordeste con sexta sección comunal La Colline. También con caminos no asfaltados que la comunica al este con la cuarta sección comunial  Flamands, y al oeste con tercera sección comunal Brodequin y por último al sur por el mar caribeño. 

## Economía
Su principal actividad económica está basada en el cultivo, producción y comercialización de Mango, y Sal marina, en menor medida la ganadería, apicultura, cultivos de tabaco, algodón, mandioca y la producción de Carbón vegetal. La ganadería está basada en cría de: ganado, cabras, ovejas, cerdos, caballos, colmenas. Las principales producciones agrícolas de la sección: Sorgo / mijo, maíz, lentejas, porotos, yuca dulce, ñame, masoko, nueces de cajú Anacardo.
La pesca es una de las actividades de mayor ingreso para los residentes costeros, y cuenta con mucha dificultades ya que la comuna en sí no cuenta con buen equipamiento para realizar dicha actividad.

## Industria
La industrialización de la primera sección comunal de Aquin no está desarrollada aún, debido a varios factores partiendo desde la política, economía y falta de irrigación. En la sección hay pequeñas industrias que no cuentan con una planta industrial, la producción sigue siendo casera, abarca molinos  de granos de baja actividad, producción de carbón natural. La segunda actividad económica está basada en comercios, construcción, producción de mango no transformada, transporte de pasajeros Tap Tap de mala regulación.
Poca inversión en la parte pesquera, que podría llegar a ser la actividad más rentada de la sección.

## Demografía
| Gráfica de evolución demográfica de Macéan entre 2009 y 2015 |
|                                                              |

Los datos demográficos contemplados en este gráfico de la sección de comuna de Macéan son estimaciones que se han cogido para los años 2009, 2012 y 2015 de la página del Instituto Haitiano de Estadística e Informática (IHSI). 